# Schneverdingen
Schneverdingen (dolnoniem. Snevern) – miasto w Niemczech, w kraju związkowym Dolna Saksonia, w powiecie Heidekreis. W 2008 r. miasto liczyło 18 997 mieszkańców.

## Współpraca
- Barlinek, Polska
- Eksjö, Szwecja